# Wiewiórka japońska
Wiewiórka japońska (Sciurus lis) – gatunek gryzonia z rodziny wiewiórkowatych (Sciuridae). Endemit Japonii.